# Berlin, Berlin – Der Film
Berlin, Berlin – Der Film ist ein deutscher Spielfilm der Regisseurin Franziska Meyer Price aus dem Jahr 2020. Die Komödie ist eine Fortsetzung der von 2002 bis 2005 im Vorabendprogramm des Ersten ausgestrahlten gleichnamigen Serie und entstand nach einem Drehbuch von Serienschöpfer David Safier und dessen Sohn Ben.

## Handlung
Lolle will Hart heiraten, doch Sven erscheint und macht Lolle einen Antrag. Lolle wird alles zu viel und sie flüchtet halsbrecherisch mit dem Auto. Aufgrund zahlreicher Verkehrsdelikte wird sie schließlich zu 40 Sozialstunden an einer Schule verdonnert, wo sie Dana kennenlernt. Ihr wird das Tablet mit einer wichtigen Präsentation gestohlen, also verfolgt sie die Spur bis hin zu einem Club, in dem sie von Dana unter Drogen gesetzt wird. Sie wacht in einem gestohlenen Wagen im Harz wieder auf. Lolle und Dana können vor dem Polizisten flüchten, der sie im Harz stellte, ebenso vor einer kriminellen Bande einer „Drogenküche“ und einer im Wald tanzenden spirituellen Gruppe, deren Tipi sie in Brand setzten, um sich von der Gruppe lösen zu können. In Berlin wieder angekommen, kann das Tablet bei der Hehlerin Rosalie nach einem dortigen Einbruch wieder in Empfang genommen werden. Als Dana einen Selbstmordversuch startet, kommt ihr Lolle zu Hilfe. Die heranstürmenden Gruppenmitglieder, die Bande und der Polizist können schließlich von der bewaffneten Rosalie abgewehrt werden.

## Kritiken
Karin Jirsak befand in ihrer Rezension für Filmstarts, dass Berlin, Berlin – Der Film „ganz klar, reiner Fanservice“ sei. Dieser komme „vielleicht ein bisschen spät, macht aber dennoch Spaß – und das liegt nach wie vor in erster Linie an der immer noch markigen Felicitas Woll, die in ihrer Kultrolle noch mal so richtig aufdreht“. Der 80-Minüter vergehe „in etwa so flott wie seinerzeit eine Folge Berlin, Berlin“ und präsentiere dabei „viel Tempo“ sowie „hemmungslos alberne Gags“. Kritik äußerte Jirsak gegenüber den computeranimierten Tricksequenzen sowie der Figur der Dana, „die als Roadtrip-Genossin mit völlig unwitzigen Sprüchen“ und „hochdramatischer, zum federleichten Berlin, Berlin-Spirit überhaupt nicht passender Backstory“ nerve.
Kathrin Hollmer, Redakteurin bei der Süddeutschen Zeitung, bezeichnete die Filmversion als „eine stark komprimierte Serienstaffel“, die anders als ihr TV-Vorgänger deutlich „glatter und angepasster“ wirke. Für das „Nostalgiebedürfnis gibt es viele Rückblenden aus der Serie, doch statt der gewohnten Tricksequenzen moderne, wenig charmante 3D-Animationen“. Safiers Drehbuch spiele dabei zwar viele Stärken der Serie aus, was sich vor allem in den „absurden Situationen und Dialogen“ sowie der Unbeschwertheit von „Felicitas Wolls Spiel“ wiederfinde, präsentiere jedoch auch wenig ausgefallene Ideen, die Berlin, Berlin in den 2000ern noch besonders gemacht hätten. So fehle Berlin, Berlin – Der Film „viel Zeit für eine Weiterentwicklung, vor allem der Nebenfiguren“.
Eva Thöne vom Spiegel urteilte, dass die Komödie „weder den Charme der Serie überzeugend“ wiedergebe, noch sich traue „einen eigenen zu entwickeln“. Der Film präsentiere einen „an den Haaren einer 2000er-ProSieben-Komödie herbeigezogenen Plot“, der Nostalgie mit dem „Presslufthammer“ beziehe und „Hauptfiguren mit Tiefe“ aus der Serie auf Funktionen reduziere. Dazu biete Berlin, Berlin – Der Film „Dialoge, die nicht den leicht überdrehten Verstolpercharme der Serie besitzen, sondern einfach nur stauben“. Erst gegen Ende bekomme „das Ganze etwas mehr Kontur, weil vermehrt ein selbstironischer Umgang mit Vergangenheit und dem nicht mehr ganz so taufrischen Alter der Figuren eingesprenkelt wird“.
Anna Wollner von Deutschlandfunk Kultur schrieb, dass der Film am Ende an einem Konzept scheitere, das „2002 progressiv war, 2020 aber zu einem Rohrkrepierer wird. Der Film tut so, als hätte es in den letzten 15 Jahren keine Entwicklung im Storytelling und in der Entwicklung seiner Figuren gegeben, ist ziel- und planlos, selbst als Fanservice gescheitert“. Die „absurde Roadtripthematik“ verliere „sich in altbackenem Humor und verstolperten Gags. Selbst die Comic-Einspieler, das Markenzeichen der Serie, haben ein digitales Computerupdate bekommen und wirken wie Fremdkörper“. Auch das „männliche Ursprungsensemble um Jan Sosniok und Matthias Klimsa“ werde „zu blödelnden Nebenfiguren degradiert“, während Sandra Borgmanns Gastauftritt viel zu kurz ausfalle.
In einem Interview für das YouTube-Format Web Talk Show mit Nico Gutjahr erklärte Felicitas Woll im Jahr 2024, dass die Geschichte Berlin, Berlin für sie auserzählt sei und dass sie mit dem Film „nicht ganz so glücklich“ sei.